# Brian Little
Brian Little (Horden, 25 novembre 1953) è un allenatore di calcio ed ex calciatore inglese, di ruolo attaccante.

## Palmarès

### Giocatore

#### Club

##### Competizioni giovanili
- FA Youth Cup: 1

Aston Villa: 1971-1972

##### Competizioni nazionali
- Coppa di Lega inglese: 2

Aston Villa: 1974-1975, 1976-1977

### Allenatore

#### Club

##### Competizioni nazionali
- Coppa di Lega inglese: 1

Aston Villa: 1995-1996
- Campionato inglese di quarta divisione: 1

Darlington: 1990-1991
- Conference League: 1

Darlington: 1989-1990